# Hater (banda)
Hater fue una banda americana de grunge originaria de la ciudad de Seattle, fundada en 1993 por el entonces bajista de Soundgarden Ben Shepherd como un proyecto paralelo.
Para su formación, Shepherd reclutó a su compañero en Soundgarden Matt Cameron en la batería, John McBain (futuro compañero de Shepherd y Cameron en Wellwater Conspiracy), John Waterman y Brian Wood, hermano del fallecido Andrew Wood y exmiembro de Malfunkshun. La banda sólo editó dos discos, encuadrados dentro del grunge y del garage rock, con cierto parecido a la música de The Stooges: Hater (1993) y The 2nd (grabado en 1995 y editado en 2005).